# Es begann bei Tiffany
Es begann bei Tiffany ist eine TV-Krimikomödie von Wolfgang Becker von 1979 in einer Produktion des Westdeutschen Rundfunks. Ein erfolgloser Gangster und ein ebenso erfolgloser Unternehmensberater planen den großen Coup: zusammen mit ein paar Mitstreitern eröffnen sie eine Bankfiliale, um einen Geldtransport auszurauben. Anfangs läuft alles recht gut – als aber Kundschaft in der Bank auftaucht und sie selbst von Bankräubern überfallen werden, treten zahlreiche Verwicklungen auf.

## Handlung
Ryder ist ein Gangster. Ein miserabler Gangster. Schon als Junge hat er in Brooklyn versucht, Geldtransporte von „Armbruster Armored“ zu überfallen – vergeblich. Als erwachsener Mann ist er immer noch genauso erfolglos. Nach seinem letzten und beschämendsten Fehlschlag bleibt dem inzwischen dreißigjährigen Ryder nur noch die Flucht ins Ausland. In Deutschland trifft er den ebenfalls erfolglosen Unternehmensberater Petitjean, einen Freund seines Vaters. Zusammen hecken sie einen Plan aus, um jenes Geldtransportunternehmen, das in Deutschland natürlich eine Filiale hat, doch noch zu überfallen. Sie mieten eine leerstehende Bankfiliale, täuschen mit einer Reihe von Freunden und Verwandten eine Woche regulären Bankbetrieb vor, um dann am Ende der Woche von Armbruster die Millionen quasi „frei Haus“ geliefert zu bekommen.
Am Anfang läuft alles gut, doch als dann plötzlich erste Kunden in die neue Bank kommen, und diese sogar vom unkonventionellen Vorgehen der neuen „Banker“ begeistert sind, ergeben sich erste Verwicklungen. Kundschaft war nicht eingeplant, doch das Bankgeschäft wird ein Riesenerfolg. Doch als dann plötzlich echte Bankräuber in der Schalterhalle stehen und sie selbst überfallen werden sollen, wird es turbulent.
Das große Geld schon vor Augen, misslingt am Ende der große Überfall. Doch ihre Schlussfolgerung ist klar: Sie gründen wieder eine Bank! „Und dieses Mal machen wir es richtig!“

## Kritiken
Die Krimihomepage urteilt: "Eine recht originelle Grundidee artet hier von Minute zu Minute immer mehr in Albernheiten und ungeschickt inszenierten Klamauk aus, dabei hätte die Geschichte es gar nicht nötig gehabt, zumal sie als reiner Kriminalfilm wunderbar funktioniert hätte. Wolfgang Becker, einer der profiliertesten Krimiregisseure, die Deutschland je hatte, hätte das machen sollen, was er kann: einen spannenden Thriller inszenieren. Stattdessen werden kindische Ideen und Gags mit schlechtem Timing eingebaut. Von der von ihm beabsichtigten Situationskomik à la Louis de Funès (wie er es selbst in einem Interview bezeichnete) ist weit und breit nichts zu sehen. Als wäre das noch nicht genug, versucht man mit Erotik die Handlung am Laufen zu halten: Katerina Jacob läuft gefühlte 75% des Films mit halboffener oder offener Bluse durchs Bild, eine Darstellerin (Gabriele Moritz) ist in keiner einzigen Einstellung des Films angezogen. Angesichts der Tatsache, dass Wolfgang Becker ein großartiges Schauspielensemble (angeführt von Wischnewski, Clarin und Jacob) zur Verfügung hatte und auch die kleinen Rollen mit vielen bekannten Gesichtern besetzt sind (Schubert, Wiedemann und Krebs aus "Ein Herz und eine Seele") und dass man auch teure Außendrehs in New York machte, wurde hier so ziemlich alles falsch gemacht, was man nur falsch machen kann."

## Produktion
Westdeutscher Rundfunk Köln